# Alan Soble
Alan Gerald Soble, né en 1947, est un philosophe américain, auteur de plusieurs ouvrages sur la philosophie de la sexualité (en). Il enseigne à l'université de La Nouvelle-Orléans de 1986 à 2006. Il est actuellement professeur adjoint en philosophie à l'université Drexel à Philadelphie.

## Biographie
Soble naît fils de William et Sylvia Soble à Philadelphie en Pennsylvanie. Au début de sa carrière professionnelle, Soble écrit des articles d'éthique et d'épistémologie. À la fin des années 1970 il commence à contribuer à l'élaboration de la spécialité naissante de la philosophie de la sexualité, devenant l'une des autorités et fondateurs de ce domaine de recherche,. En 1977, tandis qu'il enseigne à l'université du Texas à Austin, il fonde la Society for the Philosophy of Sex and Love dont il est directeur de 1977 à 1992. Les travaux de la Société sont publiés en 1997 sous le titre Sex, Love, and Friendship avec Soble pour éditeur.
Dans les années suivantes, Soble édite ou écrit de nombreux ouvrages dans ce domaine. À la fin de 2005, il termine l'ouvrage de référence central dans la philosophie de la sexualité, Sex from Plato to Paglia.
Alan Soble a été professeur de recherche à l'université de La Nouvelle-Orléans de 1986 à 2006.

## Ouvrages (sélection)
- Power, Nicholas; Halwani, Raja and Soble, Alan eds., Philosophy of Sex, 6e édition, Rowman and Littlefield, 2012 (ISBN 978-1-4422-1671-6)
- Soble, Alan, The Philosophy of Sex and Love: An Introduction, 2e édition, revised and expanded, Paragon House, 2008 (ISBN 978-1-55778-875-7)
- Soble, Alan, Sex from Plato to Paglia: A Philosophical Encyclopedia, (editor), 2 volumes, Greenwood Press, 2006 (ISBN 0-313-32686-X)
- Soble, Alan, Pornography, Sex, and Feminism, Prometheus Books, 2002 (ISBN 1-57392-944-1)
- Soble, Alan, Sexual Investigations, New York University Press, 1996 (ISBN 0-8147-8085-7)
- Soble, Alan, The Structure of Love, Yale University Press, 1990 (ISBN 0-300-04566-2)
- Soble, Alan, Pornography: Marxism, Feminism and the Future of Sexuality, Yale University Press, 1986 (ISBN 0-300-03524-1)